# Joakim Palme
Joakim Palme   (Sankt Matteus, 18 de maig de 1958) és un politòleg i sociòleg suec. Des de l'any 2009, és professor de Ciències Polítiques a la Universitat d'Uppsala i des del juliol de 2020 fins al juny de 2013 és el degà de la Facultat de les Ciències Socials de la universitat. És l'actual president de la delegació sueca d'Estudis de Migració del Govern (Delmi) i dirigeix un projecte d'investigació sobre les conseqüències de la crisi financera mundial en els Estats de Benestar europeus. Les seves àrees d'interès d'investigació són la comparació d'Estats de Benestar, la desigualtat, inversions socials i la migració.
Del 1999 al 2001, va presidir la Comissió de Benestar designada pel govern suec. Entre els anys 2013 i 2017, va exercir com membre del consell de l'Institut d'Investigació de les Nacions Unides pel Desenvolupament Social (UNRISD). Després, va esdevindre la junta per dos mandats (de juliol de 2017 a juny 2019 i de juliol de 2019 a juny de 2021).
Destaca, entre altres coses, la seva contribució (i la de Walter Korpi) en plantejar la paradoxa de la redistribució en l'article The Paradox of Redistribution and Strategies of Equality: Welfare State Institutions, Inequality, and Poverty in the Western Countries. Aquesta paradoxa afirma que un país obtindrà més redistribució, disminuint la pobresa i la desigualtat econòmica, quan es dedueixi de tots els ciutadans per donar a tots els ciutadans que no pas seguint una lògica de Robin Hood, és a dir, transferir diners dels rics per ajudar els pobres.